# キルト (衣装)

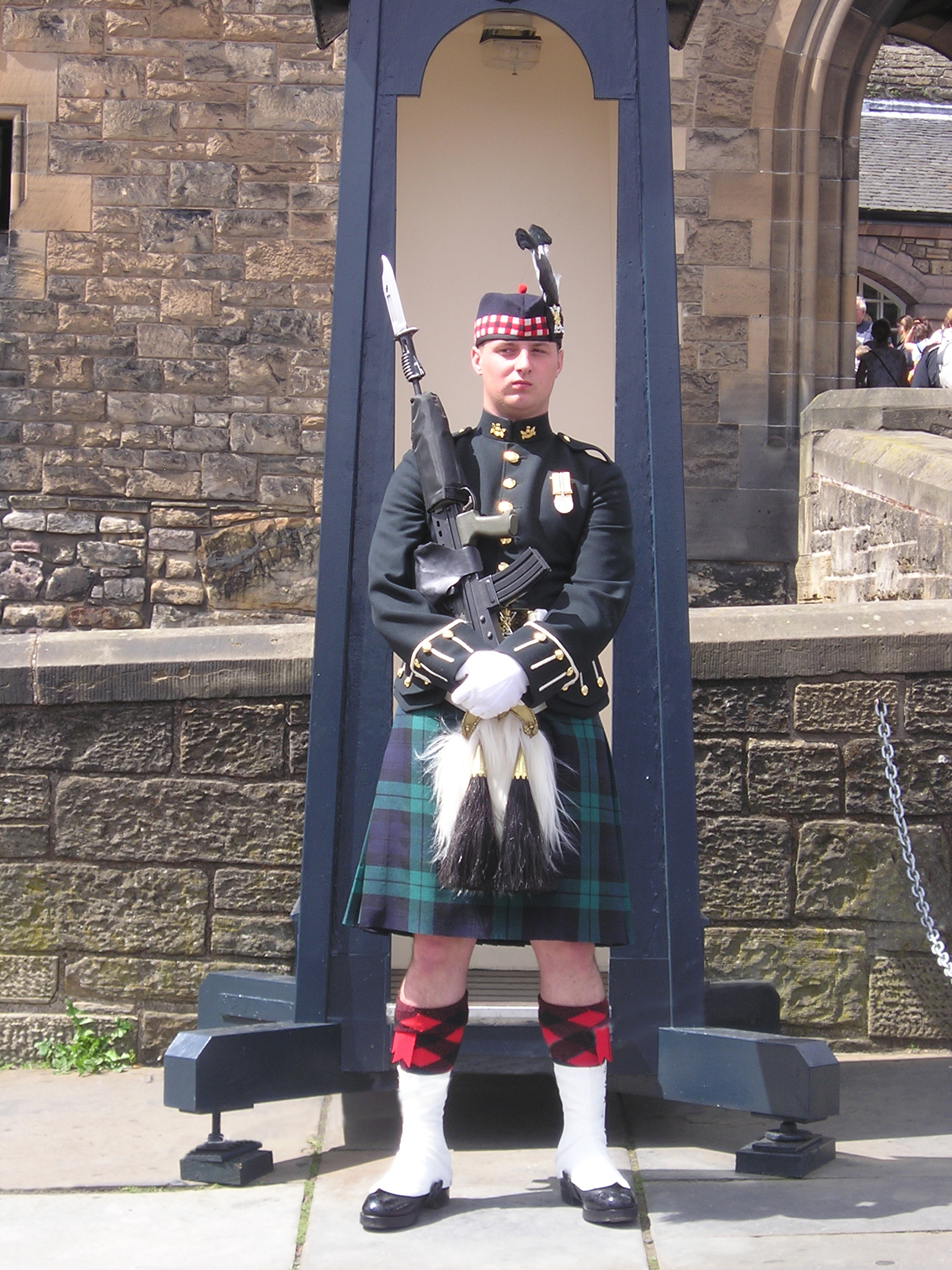
ブラックウォッチタータンのキルトを着用して衛兵任務に就くロイヤル・スコットランド連隊兵士。

キルト（英語: kilt）はスコットランドのスカート状の伝統衣装。通常はタータン柄である。キルトは英語名であり、ゲール語ではフェーリア（fèileadh）と呼ばれる。

## 概要

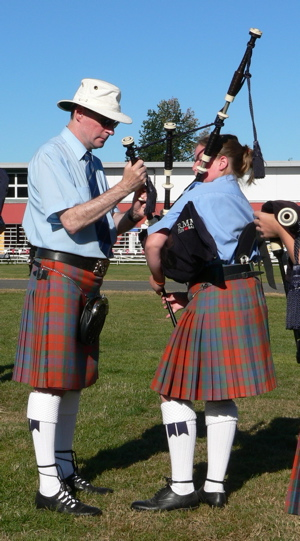
一般的なプリーティング（柄合わせ）をしたナイフプリーツのキルト。

キルトに関する最古の記録はヘブリディーズ諸島における1594年の記録といわれ、それ以前のことはわかっていない。
もともとはタータンの大きな布を独特の方法で腰に巻き、紐やベルト、ピンで留めていたもので、ハイランドの男性用衣装であった。元来ハイランド人はゲール語を話したので、単にフェーリアと呼ばれていたが、この古典的なスタイルのキルトは現在フェーリア・モール(Feileadh Mor)またはベルテッド・プラッド(Belted Plaid)、ときにブレアカン・モールと呼ばれている。
フェーリア・モールは長い布を広げてひだを作り、その上に横になってベルトや紐で腰の部分で締めて着るが、スカート部の長さは現在よりもずっと短く、ひざ上10センチほどであった。腰上の余り布は非常に長く、足元の防寒の目的でそのまま下に垂らすこともあったが、肩にかけたり、背にピンで留めたり、雨天の場合は頭から被ることもした。腰にベルトを締め、皮袋やバッグ、ナイフやダークと呼ばれる大振りなナイフなどを提げていたが、その配置はさまざまであった。また、長剣は肩掛け式のクロス・ベルトに下げていた。
これに対し、現在一般にスコットランド全域で民族衣装として着用されているものはひだのあるスカート状に縫われており、単にキルト(Kilt)或いはフェーリア・ベック(Feileadh Beag)と呼ばれている。元々は下着を穿かず、ノーパンで穿くものだった。フェーリア・ベックは18世紀に作られるようになったものであり、1727年にイングランド人トマス・ローリンソンが考案したという説もある。この新しいキルトは装着が簡便なことから急速に普及した。現在の長さは膝頭あたりまでで、前にスポーラン（Sporran）と呼ばれるバッグを提げるのが通例である。スポーランはゲール語で財布を意味する。

スコッツガーズパイプ隊
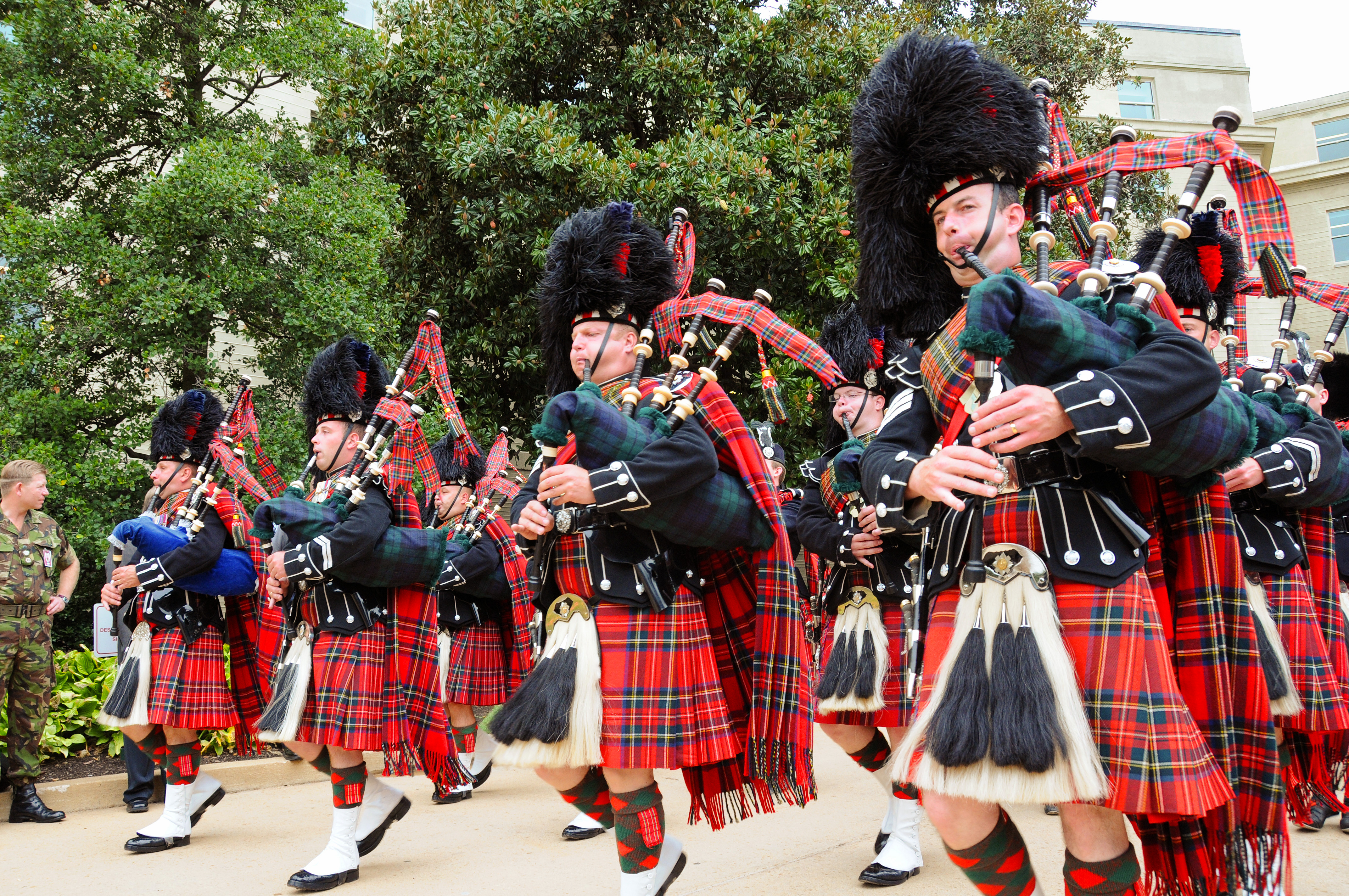
ロイヤルスチュアートタータンのキルトとプラッドを身に着けて行進するスコッツガーズパイプ隊。
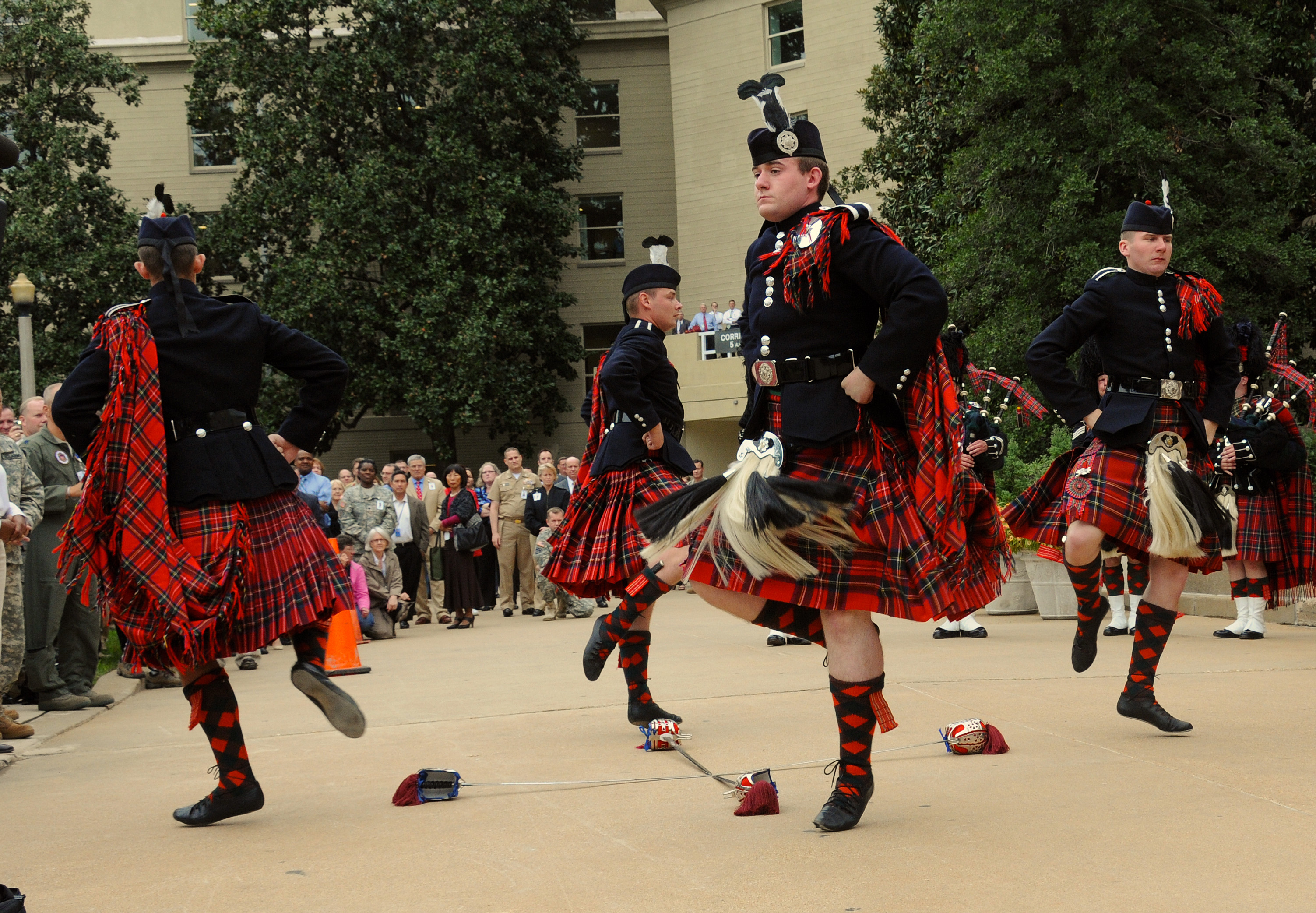
踊るスコッツガーズパイプ隊。左の写真と併せると、プリーツは“ナイフプリーツ”であることがわかる。右の兵士の腰には“キルトロゼット”が見える。
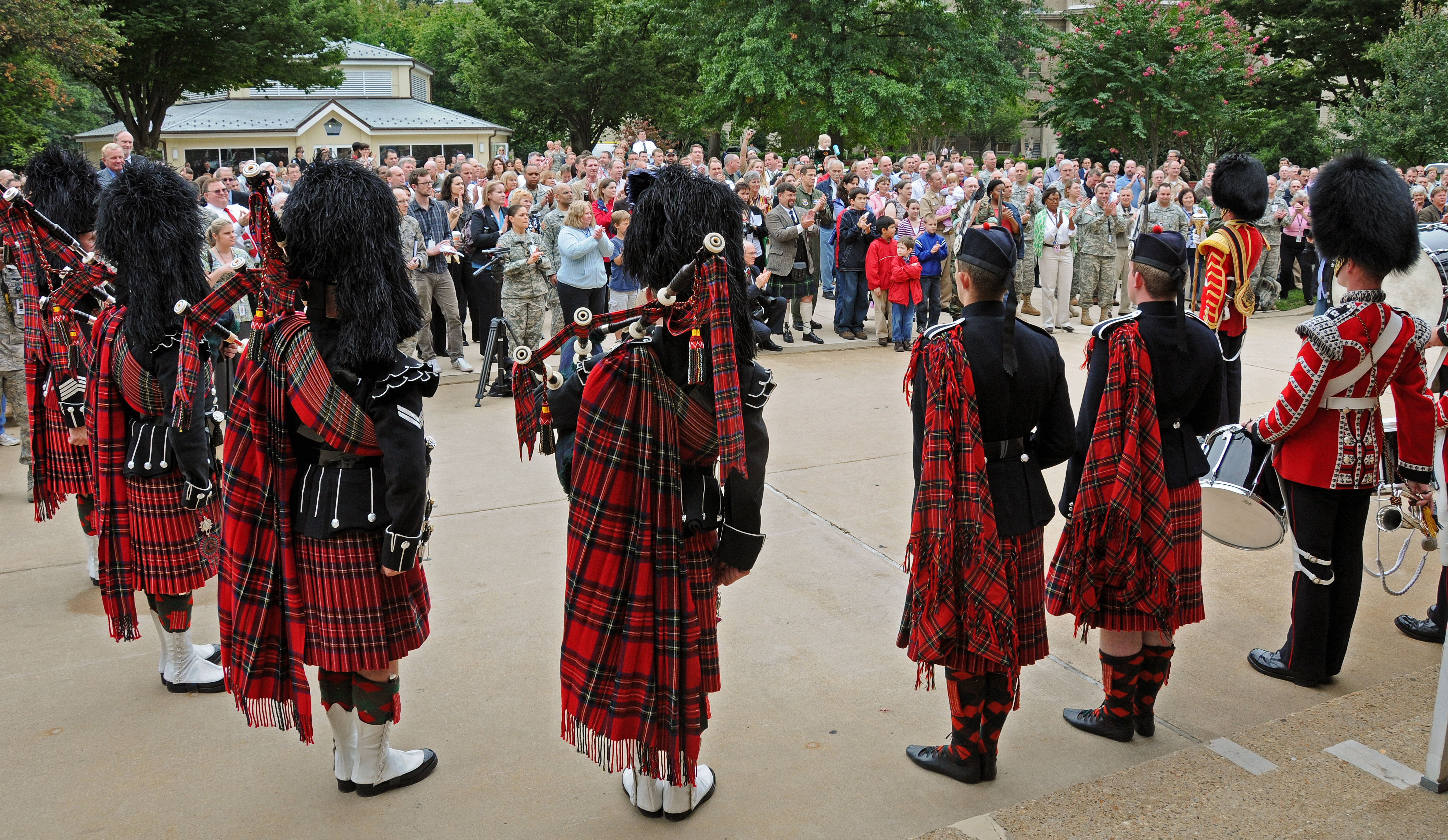
後ろから見たところ。プリーツ部分の柄合わせは“レジメンタルプリーティング”と呼ばれる方法であり、ナイフプリーツと共に軍隊では標準的なキルトの仕様である。

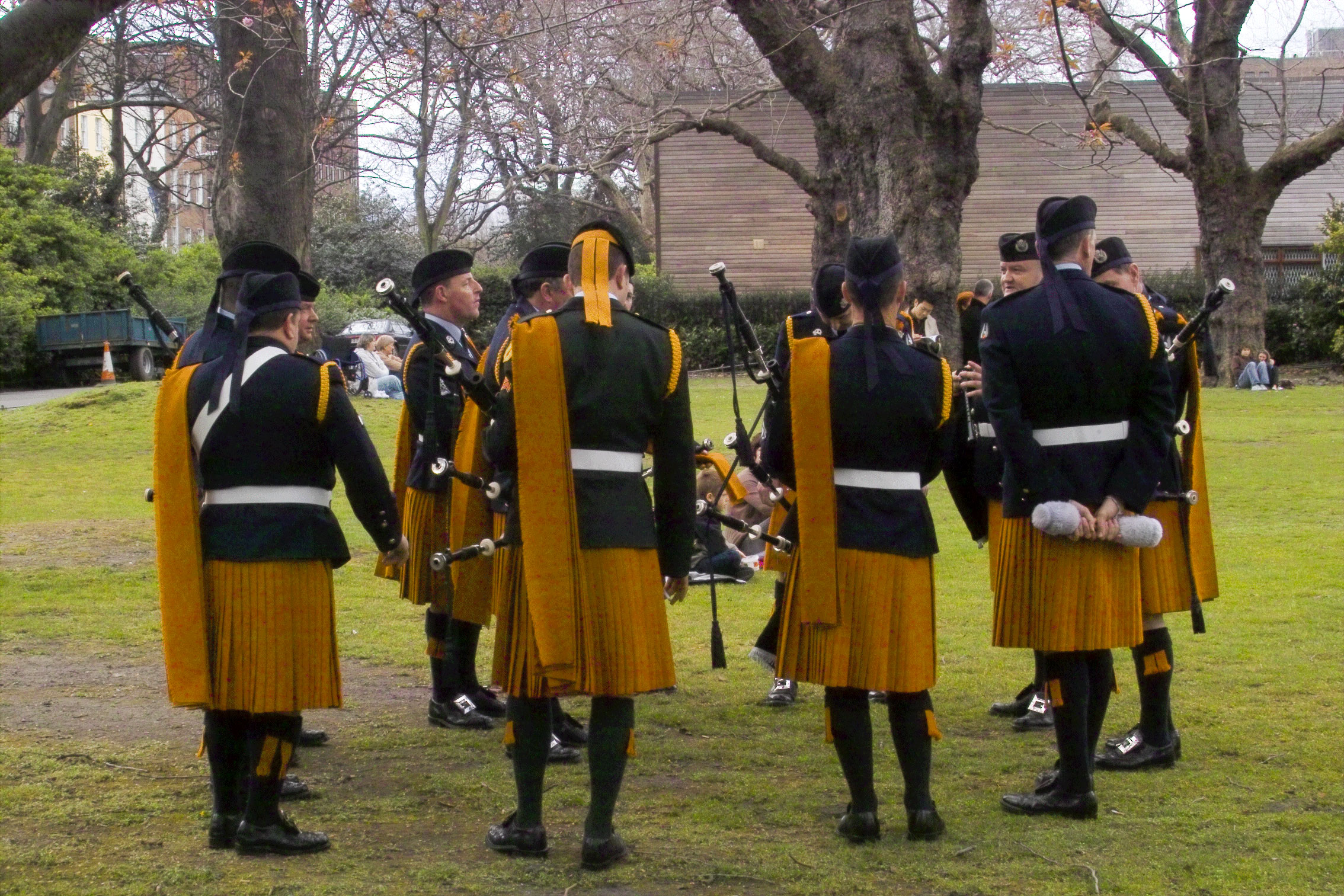
余り布を肩にかけたフェーリア・モールに近い形状のアイルランド軍のバグパイプバンド

## 歴史

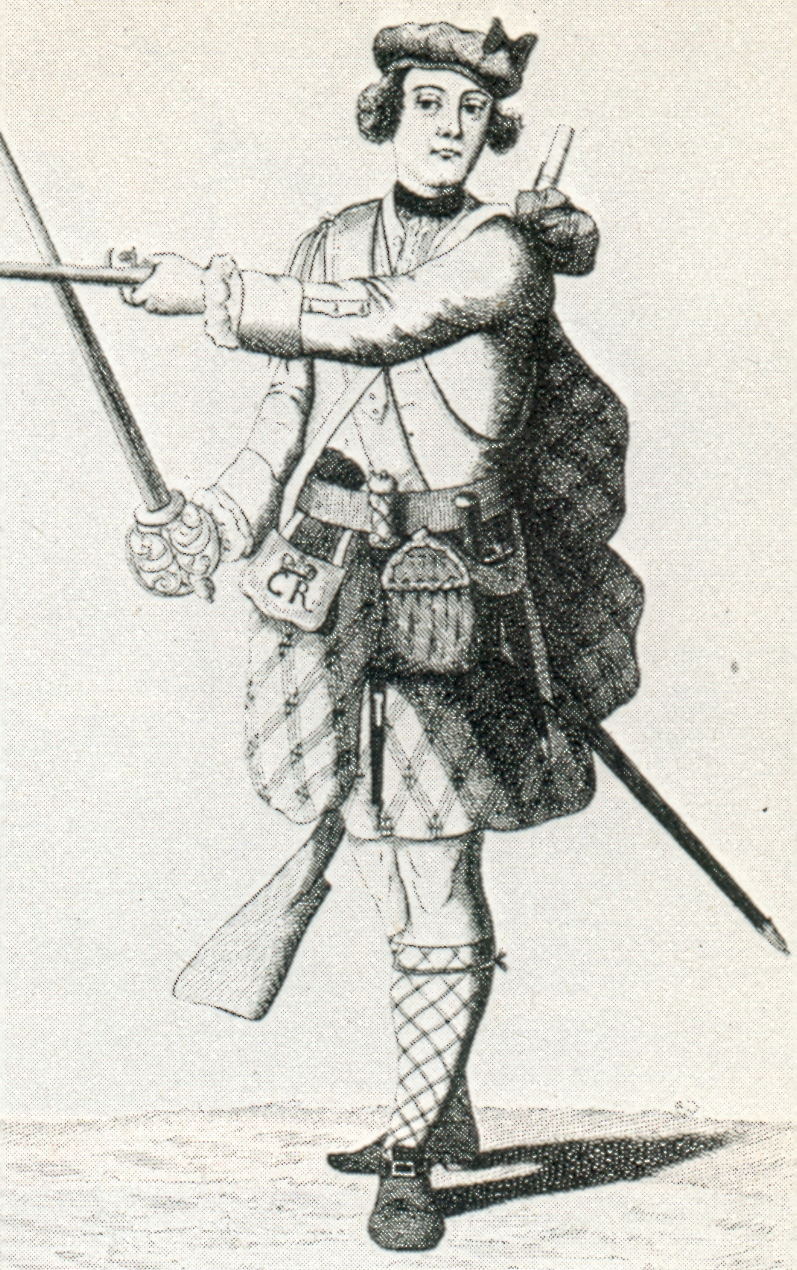
18世紀中頃のブラックウォッチ士官

18世紀中盤以前のハイランドではキルト＝フェーリアを普段から身に着けることは一般的だったが、ハイランド人がみなキルトを着ていたわけではなく、ズボンの類を着用していた記録も少なくない。
1746年、カロデンの戦いの勝利によってジャコバイトの反乱を制圧したものの、反乱の再発を恐れた政府は、ジャコバイト軍の中心となっていたハイランダーの結束を弱めるためにクランの解体を図り、クラン姓の使用やバグパイプの演奏の禁止と共に、キルトやタータンを含む民族衣装の着用を禁止していた。但し、ジャコバイトの反乱の際政府軍に与するハイランダーによって編成され、反乱の鎮圧にも貢献した第42ハイランド連隊は禁止の対象外とされ、この時代を通して同連隊の制服としてキルトは使用され続けていた。
18世紀末になって伝統復興のために禁止令撤廃を求める運動が起こり、1782年に撤廃された。しかし、この運動ではフェーリア・ベックは伝統衣装とは見なされず、フェーリア・モールが復興の対象となる伝統衣装とされていた。そして、フェーリア・ベックが伝統衣装として着られるようになったのは、1820年に創立された“エジンバラ・ケルト協会”が伝統衣装と認めてからである。
そして、現在のスコットランドにおいてはハイランド、ローランドを問わず、キルトは催しや祭礼で用いられる民族衣装となっており、最近は女性も身に着けるようになった。ほとんどの場合はフェーリア・ベックであるが、フェーリア・モールを好んで着る人も見受けられる。軍隊でのキルトは、ダンケルクの戦いに於いてクィーンズオウン・キャメロン・ハイランダーズ連隊が着用したのを最後に戦場では着られなくなったが、現在でもスコットランドの連隊の正装や礼装及び常装には使用されている。
また、近年は無地、或いはタータン以外の柄を用いたカジュアルなキルトを製造するメーカーも現れ、ポケット付きのものも存在する。
スコットランドではフェーリア・モールとフェーリア・ベックのいずれもキルトと認識され、伝統的衣装と考えられているが、フェーリア・ベックの伝統性をその18世紀に始まる起源から疑問視する向きもある。日本ではフェーリア・モールはベルテド・プラッドとして区別され、キルトではないとされることがある。

## トピック

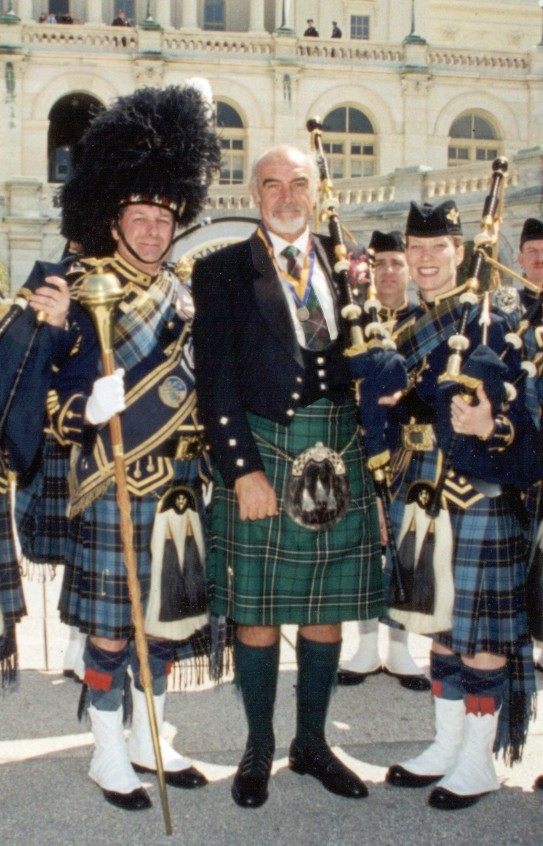
キルトを着たコネリー（ワシントンD.C.、2004年）

スコットランド出身のショーン・コネリーは2000年にイギリス女王エリザベス2世からナイトの称号を与えられたが、授与式には、民族衣装のキルトで正装して現れた。

## 参考資料
- 奥田実紀 『タータンチェックの文化史』 白水社、2007年5月。ISBN 9784560027998。
- Michael Barthorp,New Orchard Editions by Poole, Dorset (1982). British infantry uniforms since 1660. New York, N.Y.: Distributed by Sterling Pub. Co.. ISBN 978-1-85079-009-9.
- David Griffin (1985). Encyclopaedia of modern British Army regiments. Wellingborough: P. Stephens. ISBN 978-0-85059-708-0.